# Opalia pumilio
Opalia pumilio is een slakkensoort uit de familie van de Epitoniidae. De wetenschappelijke naam van de soort is voor het eerst geldig gepubliceerd in 1874 door Mörch.